# Compromiso de Connecticut
El Compromiso de Connecticut de 1787 en los Estados Unidos, también conocido como el Gran Compromiso, se originó en la creación de cuerpos legislativos. Unió al Plan Virginia que favorecía la representación basada en la población, y el Plan de Nueva Jersey, que figuraba a cada Estado como un igual. Roger Sherman, de Connecticut, desempeñó un papel importante en la construcción de este compromiso.
Establecía un sistema bicameral: una cámara a favor del Plan de Virginia, basado en la población de los Estados, y la otra de acuerdo con el Plan de Nueva Jersey, por el cual todos los Estados votaban en igualdad.
Este fue un asunto importante en el nuevo Estados Unidos. Los pequeños Estados, con poca población, querían que se oyesen sus voces en el gobierno de EE. UU. al igual que la de aquellos Estados grandes y con una amplia cantidad de población, tales como Virginia o Nueva York. Con su plan, Virginia quería tener una mayor representación debido a que un gran porcentaje de la población de EE. UU. se encontraba en aquel Estado. De esta forma ellos tendrían control sobre lo que ocurriera en los Estados Unidos.